# City slang redux
|  | Denne artikel er oprettet af botten PalnaBot ud fra en ekstern database. Den kan derfor have sproglige fejl eller mangler. Denne skabelon kan fjernes efter kontrol af indholdet. |

City slang redux er en dokumentarfilm fra 2012 instrueret af Torben Skjødt Jensen efter eget manuskript.

## Handling
Den 21. oktober 1984 opførte Lars HUG to shows med sin første soloplade, City Slang på Svalegangen Teater i Århus under titlen "Lars' Autoophug". Begge shows blev optaget med tre kameraer. Optagelserne blev til et 27 minutters videoshow, der blev vist på DR TV i april 1985. Siden har ingen set noget til showet. I 2008 dukkede den gamle TV-master op og derefter er der blevet arbejdet på at finde yderligere klip og arkivmateriale fra City Slang-tiden. De gamle videooptagelser fra Århus er desværre gået tabt, men det er lykkedes at samle alle 11 numre fra albummet, der i filmen præsenteres med restaureret lydside. Filmen indeholder interviews med de involverede i projektet, både Lars HUG, Finn Verwollt og Kim Jansson, samt Søren Ulrik Thomsen, som i filmen læser digte fra sin egen samling op. Filmen har premiere præcis 30 år efter, at Søren Ulrik Thomsen debuterede med denne digtsamling.